# Вовчанський заказник (Хмельницька область)

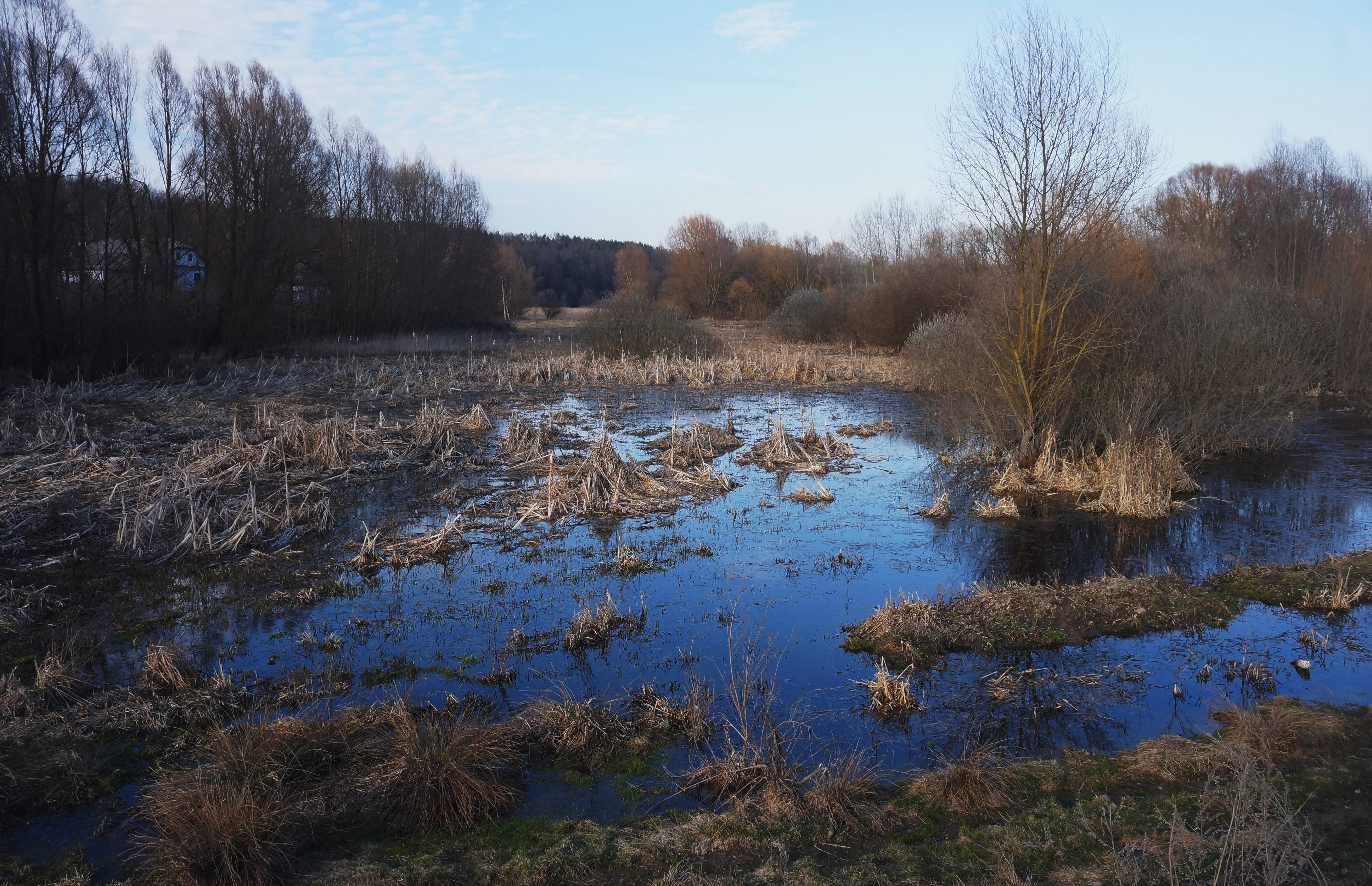
Вовчанський гідрологічний заказник

Вовчанський — гідрологічний заказник місцевого значення у Хмельницькому районі Хмельницької області. Розташований у заплаві річки Вовк. Охоронний режим встановлено 1982 року, розширено 1994 року. Площа 1629,5 га.
Охороняється природний заплавний комплекс річки Вовк (права притока Південного Бугу) довжиною 21 км, шириною 0,5-1 км. Територія складається з двох частин — верхня; середня і нижня. Верхня (близько 4 км) — це сукупність заростаючих торфових кар'єрів, які залишились без рекультивації, та окремих збережених ділянок болота. Кар'єри заповнені водою та без неї, оточені кущами і невеликими деревцями верб (попелястої, п'ятитичинкової, ламкої, тритичинкової). Тут після видобутку торфу розпочалось відновлення болотної рослинності.
Невеликі природні ділянки — це купинно-осокові болітця, із фрагментами високотрав'я — очерету, рогозу, лепешняка великого. Серед типових болотних видів (шість видів осок, м'ята довголиста та водяна, калюжниця болотна, чистець болотний, жовтець язиколистий та ін.) зустрічаються види, які є рідкісними у Хмельницькій області — бобівник трилистий, валеріана висока, вовче тіло болотне, теліптерис болотний.
Середня (найменш змінена) та нижня частина заказника, яка закінчується дамбою за ставом міста Деражні, дуже обводнені. Тут значні площі займають різні за ступенем зволоження луки, зарості верб, ділянки водної рослинності і плесів. На них переважають угруповання високотрав'я— рогозові та очеретяні. На плесах переважають тілоріз алоєвидний, їжача голівка пряма, жабурник, глечики жовті, латаття біле. Серед багатої і різноманітної флори болота та вологих лук зустрічаються зозульки м'ясочервоні, занесені до Червоної книги України, а також регіонально рідкісні рослини — теліптерис болотяний і цикута отруйна.
Завдяки достатній кормовій базі та сприятливим захисним умовам тваринний світ досить різноманітний.
Найчисленнішою групою хребетних є птахи, які представлені переважно водоплавними та навколоводними видами. Тут поширені крижень та чирок-тріскунок, червоноголовий нирок, гніздується гуска сіра, прилітає лебідь-шипун. У нижній ділянці заказника численні пастушкові — лиска та комишниця, а на верхній ділянці відмічено деркача (вид Додатку ІІ Бернської конвенції та Переліку видів, що потребують охорони в Хмельницькій області). У заплаві гніздяться руда чапля, квак та бугай, на годівлю прилітають сіра та велика біла чаплі, лелека білий. Також спостерігається велика чисельність лунів болотного і лучного (вид Додатку ІІ Бернської конвенції та Переліку видів, що потребують охорони в Хмельницькій області), яструба великого, тетерв'ятника та сови болотної. У старих лісосмугах на берегових схилах помічено сліди перебування сови вухатої. У чагарниках численним є припутень, зустрічаються горлиця звичайна, строкатий дятел малий, вивільга, зозуля. На руслі річки Вовк зареєстровано рибалочку звичайну (вид Додатку ІІ Бернської конвенції та Переліку видів, що потребують охорони в Хмельницькій області). Серед горобиних птахів дуже численний дрізд-чикотень, фоновими видами є жулан та очеретянки (болотна, ставкова, лучна, велика), солов'їна та річкова кобилочки (остання віднесена до Додатку ІІІ Бернської конвенції та Переліку видів, що потребують охорони в Хмельницькій області). У верболозах, вздовж русла, гніздяться синьошийки, відмічені ремези (вид Додатку ІІ Бернської конвенції та Переліку видів, що потребують охорони в Хмельницькій області). Серед них трапляються види, які занесені до Червоної книги України, вони або зустрічаються під час міграцій (журавель сірий), або зимують тут (сорокопуд сірий), або залітають на територію заказника (пелікан рожевий).
У річках живе довгопалий рак, що свідчить про задовільну якість води. Земноводні представлені кумкою, квакшею, озерною, трав'яною та гостромордою жабами (остання занесена до Додатку ІІ Бернської конвенції та Переліку видів тварин, які потребують охорони в Хмельницькій області). З риб водяться карась, плітка, краснопірка, короп, лин, щука та окунь. Із ссавців на луках та біля кар'єрів відмічені заєць сірий, полівка-економка, бурозубка звичайна, кріт. На руслах річок Вовк та Вовчок звичайні ондатра і водяна полівка, мешкає видра річкова — вид занесений до Червоної книги України, Європейського Червоного списку та Додатку ІІ Бернської конвенції.
Вовчанський заказник — один з найбільших за площею заказників області. Він є місцем охорони і відтворення мисливських видів птахів, має водорегулююче, естетичне, рекреаційне значення.